# Malanta
Malanta est une ville et une sous-préfecture de la préfecture de Gaoual, dans la région de Boké, au nord-ouest de la Guinée.

## Population
En 2014, elle comptait 14 300 habitants.